# Astounding Sounds, Amazing Music
Albums de Hawkwind
Warrior on the Edge of Time
(1975) Quark, Strangeness and Charm
(1977)
Singles
1. Kerb Crawler
Sortie : 16 juillet 1976

Astounding Sounds, Amazing Music est le sixième album studio du groupe de space rock britannique Hawkwind, sorti en 1976. Sa pochette et son titre font référence à deux magazines de l'âge d'or de la science-fiction : Astounding Stories et Amazing Stories.
C'est le premier album du groupe avec le bassiste Paul Rudolph, et le premier sorti sur le label Charisma Records. Il voit également le retour du poète Robert Calvert, trois ans après Space Ritual, dans le rôle de chanteur et parolier.

## Fiche technique

### Chansons

#### Album original
| 1. | Reefer Madness  | Robert Calvert, Dave Brock | 6:03 |
| 2. | Steppenwolf     | Robert Calvert, Dave Brock | 9:46 |
| 3. | City of Lagoons | Alan Powell (en)           | 5:09 |

| 4. | The Aubergine That Ate Rangoon | Paul Rudolph               | 3:03 |
| 5. | Kerb Crawler                   | Robert Calvert, Dave Brock | 3:45 |
| 6. | Kadu Flyer                     | Nik Turner, Simon House    | 5:07 |
| 7. | Chronoglide Skyway             | Simon House                | 5:04 |

#### Rééditions
La réédition remasterisée de l'album, parue en 2009 chez Atomhenge, inclut quatre titres bonus :
| 8.  | Honky Dorky (face B du single Kerb Crawler)     | Hawkwind           | 3:17 |
| 9.  | Kerb Crawler (version single avec autre mixage) | Calvert, Brock     | 3:44 |
| 10. | Back on the Streets (autre mixage)              | Calvert, Rudolph   | 3:06 |
| 11. | Dream of Isis (autre mixage)                    | Brock, House, King | 2:57 |

### Musiciens
- Dave Brock : guitare, claviers, chœurs
- Nik Turner : saxophone, flûte, chant sur Kadu Flyer
- Robert Calvert : chant
- Paul Rudolph : basse, guitare
- Simon House : violon, claviers
- Simon King (en) : batterie
- Alan Powell (en) : batterie

### Classements et certifications
| Classement                    | Meilleure position |
| ----------------------------- | ------------------ |
| Royaume-Uni (UK Albums Chart) | 33                 |